# AeroSuperBatics
AeroSuperBatics Limited — британська команда, що виступає на біпланах, демонструючи вищий пілотаж і трюки на крилах. Команда виступає на літаках Boeing Stearman E75 у різних формаціях: соло-літак, два літаки або три; раніше використовувалася формація з чотирьох літаків, а протягом сезону 2008 — з п'яти.

## Назви
Команда змінила багато назв. Юридично вона зареєстрована як Aero-Super-Batics Limited, широко відома просто як AeroSuperBatics, станом на 2024 рік виступає під назвою The AeroSuperBatics Wingwalkers. У 2018 році у назві вперше було використано опис «The Flying Circus».
З 2018 року команда виступає без спонсорів. До цього брендинг команди залежав від її поточного спонсора, і команда виступала під відповідними назвами:
- 2011—2018 «The Breitling Wingwalkers» під спонсорством бренду «Swiss Chronographs» швейцарського виробника годинників Breitling.
- 2008—2009 — «Team Guinot» під спонсорством Masters Guinot-Mary Cohr[en][5].
- «Colt Cars» під спонсорством Colt Car Company[en][6].
- 1999—2007 — «The Utterly Butterlys» під спонсорством бренду «Utterly Butterly» від Saputo Dairy UK[en][5].
- 1992—1998 — «Crunchie Flying Circus» під спонсорством бренду «Crunchie» від Cadbury[5].
- «Yugo Cars» під спонсорством Yugo.

## Історія
Початок існуванні команди поклав у 1982 році колишній пілот аеробатики Вік Норман, нині почесний командор 614 ескадрильї Королівських допоміжних повітряних сил. Спочатку він виступав один на літаку Zlin Z-50.
У середині 1980-х Вік з дружиною відвідали авіашоу в аеропорту Салінас. Саме там він уперше побачив вінг-вокінг на крилі біплана Boeing Stearman, і вирішив запровадити таке мистецтво й у Великій Британії.
Після повернення до Великобританії Норман придбав Stearman у відомого пілота Рея Ганни. Страхувальну штангу для цього літака сконструював у США пілот-аеробат Арт Шолл. Спочатку Шолл не хотів дозволяти користуватися цим пристроєм іншим, побоюючись, що вони можуть травмуватися, але після його загибелі у 1985 році на зйомках фільму «Найкращий стрілець», його вдова передала креслення Норману. Тоді ж Норман найняв пілотом свого Zlin Боба Томсона, а першою «крилоходкою» стала Леслі Ґейл.
Норман розширив свій бізнес завдяки спонсорам. Першим спонсором стали Yugo Cars, тоді ж офіційною назвою групи стала «AeroSuperBatics». Наступними стали Cadbury в 1989 році, і Норман зміг розширити свій авіапарк до двох Stearman. Після того спонсорами були St Ivel, Guinot з Франції та Breitling зі Швейцарії. У 2008 році команда мала свій максимальний склад з п'ятьох літаків Stearman одночасно. У 1992 Норман остаточно став пілотом-крилоходом команди.

## Літаки і команда
Станом на 2024 рік AeroSuperBatics експлуатувала чотири модифіковані біплани Boeing–Stearman Model 75. Їх оригінальні радіальні двигуни Continental потужністю 220 к.с. (160 кВт) замінені двигунами Pratt & Whitney R-985 Wasp Junior потужністю 450 к.с. (340 кВт), об'ємом 16 л, з пропелером постійної швидкості Hamilton Standard 2D30/6101A-12. У команді працює п'ять чоловіків-пілотів і шість жінок-акробаток.

## Шоу
Станом на 2024 команда виступала у кількості одного, двох чи трьох літаків. Раніше бували формації з чотирьох або п'ятьох. Вистава складається з маневрів вищого пілотажу та виступу жінок-крилоходок, прикріплених до страхувальної штанги.
Команда базується в своєму поточному зареєстрованому офісі на аеродромі Королівського льотного корпусу Рендкомб біля Сайренсестера, графство Глостершир, який належить Віку Норману та двом його бізнес-партнерам (один з них — Нік Мейсон, барабанщик гурту Pink Floyd). Команда постійно бере участь у багатьох європейських авіашоу, а також виступає в Азії та на Близькому Сході; в Японії, на Філіппінах, та в Австралії.
AeroSuperBatics надає можливість політати на крилі літака представникам громадськості, що також може використовуватися для збору коштів на благодійність і корпоративних заходів. Серед знаменитостей, які літали на верхньому крилі біпланів команди, були Річард Бренсон, Бер Гріллз, Ілон Маск, музиканти гурту Status Quo Френсіс Россі та Рік Парфітт, спадкоємний принц Дубая, а також багато інших музикантів, спортсменів, автогонщиків, телеведучих, журналістів, акторів та королівських осіб. На крилі біпланів команди літали люди віком від 9 років до 95 років. AeroSuperBatics організували перше в світі весілля на висоті 300 м, використовуючи три літаки, по одному для нареченої, нареченого та священника, який виконував обряд.

## Інциденти
4 вересня 2021 року під час виступу на двох літаках на повітряному фестивалі в Борнмуті один із Boeing Stearman команди впав у море через відмову двигуна. Вінг-вокерка Кірстен Побджой встигла повернутися в кабіну безпосередньо перед тим як літак упав, та отримала легкі травми, пілот Девід Баррелл у задній кабіні не постраждав. Обох негайно врятували за допомогою моторного човна, госпіталізували і того ж дня виписали з лікарні. Літак пізніше підняли за допомогою крана, ремонту він не підлягав.
Польове розслідування, проведене Відділом з розслідування авіаційних подій Сполученого Королівства в аеропорту Фарнборо, виявило, що причиною втрати потужності двигуна став розрив труби подачі оливи у місці її з'єднання з двигуном. З огляду на результати розслідування AeroSuperBatics модифікувала двигуни та розробила систему знаків руками для спілкування між пілотом і акробаткою, щоб повідомляти про будь-які механічні проблеми у надзвичайних ситуаціях.

## Скандал з пілотом
У квітні 2022 року в Магістратському суді Свіндона пілот AeroSuperBatics Енді Кубін визнав себе винним у зберіганні дитячої порнографії, і справу передали до Королівського суду для винесення вироку. У вересні 2021 року, перебуваючи під заставою перед винесенням вироку, Кубін, не повідомивши про це розслідування AeroSuperBatics, брав участь у виступі на вищезгаданому фестивалі в Борнмуті, тому самому, коли інший біплан упав у море. Дізнавшись про засудження пілота, AeroSuperBatics негайно припинили будь-які зв'язки з ним.

## Галерея
|                 |
| Yugo Cars, 1989 |

|                        |
| Ліврея Crunchie, 1991. |

|                         |
| Utterly Butterly, 2006. |

|                    |
| Team Guinot, 2008. |

|                  |
| Breitling, 2012. |

|                         |
| The Flying Circus, 2018 |

|                                            |
| Поточна ліврея без спонсора, серпень 2021. |